# Hypomanie
Die Hypomanie bezeichnet eine abgeschwächte Form der Manie (hypo, „unter“ oder „unterhalb“). Sie äußert sich in Phasen leicht gehobener Grundstimmung und gesteigerten Antriebs. Meistens wechseln sich diese mit depressiven Phasen ab. In Bezug auf die Allgemeinbevölkerung wird die Möglichkeit, im Verlauf des Lebens an einer solchen bipolaren Hypomanie zu erkranken, auf 1 bis 3 % geschätzt.

## Symptome
Die Symptome entsprechen denen einer abgeschwächten Manie. Charakteristisch sind die (leicht) gehobene Stimmung und der gesteigerte Antrieb. In der hypomanischen Episode ist das Selbstwertgefühl sehr bzw. übermäßig groß, es besteht eine erhöhte Risikobereitschaft, eine stark ausgeprägte Kontaktfreudigkeit, ein Hang zur unangemessenen Vertraulichkeit sowie die Neigung zu Grenzübertretungen im sozialen Bereich. An die Stelle der leichten Euphorie können auch Reizbarkeit und – insbesondere bei Heranwachsenden – ruppiges Verhalten treten. Ebenso kann es zu Veränderungen im Denken kommen, es wird dann äußerst sprunghaft und assoziativ.
Während einer Hypomanie sind im Allgemeinen Leistungs-, Wahrnehmungs- und Assoziationsfähigkeit objektiv in starkem Maße erhöht. Allerdings können Erschöpfungszustände diese Fähigkeiten wiederum drastisch reduzieren. Der Betroffene schläft weniger und sein Appetit kann deutlich verändert sein, er isst entweder sehr viel mehr oder sehr viel weniger als ein nicht an Hypomanie erkrankter Mensch.

## Klinik und Verlauf
Laut DSM IV müssen die Symptome über einen Zeitraum von mindestens zwei Jahren hinweg immer wieder in Erscheinung getreten sein und jeweils mindestens vier Tage lang angehalten haben, damit eine Hypomanie gegeben ist. Episoden können wenige Tage oder mehrere Monate dauern. Symptome und ihr Schweregrad unterscheiden sich von Person zu Person und von Mal zu Mal.
Es kann bei einer einzelnen mehr oder weniger stark ausgeprägten hypomanischen Episode bleiben, jedoch wiederholen sie sich meistens. In der Mehrzahl der Fälle wird die Hypomanie immer wieder abgelöst von depressiven Episoden. Mit ihrem gegensätzlichen Verlauf bezeichnet man die Krankheit als „Zyklothymia“ bzw. „Bipolare Störung Typ II“, ICD-10 rechnet  Zyklothymia jedoch nicht zur Bipolaren Störung. Oftmals sind die depressiven Episoden häufiger und länger als die hypomanischen. Treten hypomanische Symptome gleichzeitig oder in sehr schnellem Wechsel mit depressiven auf, spricht man von einer „gemischten Episode“ oder einem „Mischzustand“. In ihm fühlen sich die Betroffenen erregt und getrieben und zugleich mutlos und deprimiert. Zwischen den Episoden kann es ausgedehnte, möglicherweise monatelange symptomfreie Phasen geben. In geringem Maße besteht die Gefahr der Verschlimmerung zu einer bipolaren Störung Typ 1 mit eindeutig manischen Phasen.
Ein hypomanischer Mensch hat häufig Probleme mit dem eigenen sozialen Umfeld wegen seines verstärkten Rededrangs (Logorrhoe), seines gesteigerten Sexualtriebs und seines Bedürfnisses nach vermehrter Geselligkeit. Auch hat er in Bezug auf andere oft eine verzerrte Wahrnehmung, sodass er diesen unberechtigterweise ein gegen ihn gerichtetes Verhalten (z. B. Aggressivität) unterstellt.
Da der zyklothymisch Gestörte sich während einer hypomanischen Episode gut fühlt, fehlt ihm dann im Allgemeinen die Krankheitseinsicht. Doch gibt es durchaus Betroffene, die, da sie schon mehrere Phasen durchlebt haben und sich mit der Hypomanie gründlich auseinandergesetzt haben, in der Lage sind, den Beginn einer hypomanischen Phase zu erkennen und entsprechende Gegenmaßnahmen ergreifen. Dies kann eine Psychoedukation oder der Besuch einer Selbsthilfegruppe sein.

## Diagnose
In der „Internationalen statistischen Klassifikation der Krankheiten und verwandter Gesundheitsprobleme“ – Version 2013: ICD-10 – wird die Hypomanie als psychische Störung klassifiziert, die auch mit einer „deutlichen Beeinträchtigung der Berufstätigkeit oder der sozialen Aktivität“ einhergehen kann. Hauptsymptome sind eine mehrere Tage anhaltende gehobene Stimmung, verbunden mit gesteigertem Antrieb.
Laut Diagnostischem und Statistischem Handbuch Psychischer Störungen – Version 1994: DSM-IV – ist die Hypomanie keine Störung, sondern ein Stimmungszustand, der Teil einer Bipolaren Störung II oder einer Zyklothymia sein kann. Gravierende Beeinträchtigung, starkes Leiden oder psychotische Symptome dürfen gemäß DSM-IV bei einer hypomanen Episode nicht vorhanden sein.
Häufig wird die Hypomanie weder vom Betroffenen noch von Ärzten erkannt, da die Betroffenen in der Regel ja per Definition guter Dinge sind und sich nicht krank fühlen. Treten zusätzlich Depressionen auf, lautet die Diagnose deswegen oft fälschlicherweise auf eine unipolare Depression. So vergehen möglicherweise Jahre, bis eine bipolare Störung erkannt wird. Es gibt psychologische Standardtests, die helfen, eine akute hypomane Episode feststellen zu können. Auch eine Lebensnachschau und ein Stimmungskalender oder Stimmungstagebuch können hilfreich bei der Diagnose sein.
Die Symptomatik der Hypomanie ist typisch für das Serotoninsyndrom (vgl. Punkt F und Anmerkung unter Diagnose / Symptome nach DSM-IV), eine Folge der Kumulation von Serotonin durch medikamentöse Therapie und Wechselwirkung mit Antidepressiva, insbesondere selektive Serotoninwiederaufnahmehemmer (SSRI).

### Diagnose / Symptome nach DSM-IV
Das DSM-IV beschreibt die Hypomanie folgendermaßen:
A. Eine mindestens vier Tage andauernde, ausgeprägte Periode ständig gehobener, überschwänglicher oder gereizter Stimmung, die eindeutig verschieden von der üblichen nichtdepressiven Stimmung ist.
B. Während der Phase der Stimmungsstörung sind drei (oder mehr) der folgenden Symptome (vier, wenn die Stimmung nur gereizt ist) bis zu einem gewissen Grad ständig vorhanden:
1. überhöhtes Selbstwertgefühl oder Größenwahn   [engl. inflated self-esteem or grandiosity]
2. vermindertes Schlafbedürfnis (z. B. fühlt sich ein Betroffener erholt nach 3 Stunden Schlaf)   [engl. decreased need for sleep]
3. außerordentliche Gesprächigkeit oder Rededrang   [engl. pressured speech]
4. Ideenflucht oder subjektive Erfahrung des Gedankenrasens   [engl. flight of ideas or racing thoughts]
5. Zerstreutheit (das bedeutet Fokussierung auf unwichtige oder unerhebliche externe Reize)   [engl. distractibility]
6. Zunahme zielgerichteter Aktivitäten (entweder sozial, beruflich oder in der Schule, oder sexuelle oder psychomotorische Unruhe)   [engl. increase in goal-directed activity (at work, at school, or sexually) or psychomotor agitation]
7. übertriebenes Engagement bei Vergnügungen, die in einem hohen Maße schmerzhafte Konsequenzen nach sich ziehen (z. B. hemmungsloser Kaufrausch, sexuelle Indiskretionen oder leichtsinnige geschäftliche Investitionen)   [engl. excessive involvement in activities that have a high potential for painful consequences (e.g., engaging in unrestrained buying sprees, sexual indiscretions, or foolish business investments)]

C. Die Episode wird begleitet von Veränderungen der Leistungsfähigkeit oder des Verhaltens, die für die Person in symptomfreien Phasen untypisch sind.
D. Die Stimmungsstörung und der Wechsel im Auftreten werden von Anderen registriert.
E. Die Episode ist nicht schwer genug, um eine ausgeprägte Beeinträchtigung in sozialen oder beruflichen Tätigkeitsfeldern zu verursachen oder dass sie einen Krankenhausaufenthalt erfordert, und es gibt keine psychotischen Merkmale.
F. Die Symptome sind nicht durch direkte physiologische Effekte einer Substanz (z. B. Drogen, Medikamente oder andere Behandlung) oder eine generelle medizinische Verfassung (z. B. Überfunktion der Schilddrüse) verursacht.
Anmerkung (im DSM-IV): Hypomaniegleiche Episoden, die eindeutig durch somatische antidepressive Behandlung verursacht sind (Medikamente, Elektrokonvulsionstherapie (EKT), Lichttherapie), sollten nicht einer Diagnose „Bipolare Störung Typ II“ zugerechnet werden.

## Ursachen und Auslöser
Während hypomaner Episoden können Veränderungen des Hirnstoffwechsels nachgewiesen werden. Die Anzahl und Wirkung einzelner Neurotransmitter wie Serotonin und Dopamin im Gehirn sind verändert.
Die Ursachen der Hypomanie sind nicht eindeutig geklärt. Die am stärksten vertretene Theorie ist das Vulnerabilitäts-Stress-Modell. Nach diesem liegt eine biologische und/oder genetische Disposition (Veranlagung) für eine Hypomanie vor. Stress oder belastende Lebensweise und Lebenssituationen führen dann zum Ausbruch einer Episode.
Das von so einem Auslöser verursachte Verhalten entspricht nicht dem, das allgemein als angemessen betrachtet wird. So dauert z. B. die Freude über ein positives Ereignis länger oder ist intensiver als in symptomfreien Zeiten. Einwände, die das Gefühl schmälern könnten, werden beiseitegeschoben.
Hypomanieähnliche Zustände werden auch gelegentlich von gesunden Personen nach Schlafentzug, zum Beispiel im Anschluss an Nachtdienste, berichtet.
Antidepressiva können im Einzelfall manische oder hypomanische Stimmungszustände hervorrufen.

## Therapie
Einzelne hypomane Episoden sind nicht immer behandlungsbedürftig, da die sozialen oder beruflichen Beeinträchtigungen definitionsgemäß nicht gravierend sind.
Tritt die hypomane Episode im Rahmen einer bipolaren Störung oder einer Zyklothymia auf oder leidet der Betroffene unter den Folgen der Hypomanie, kann eine Behandlung mit Psychotherapie, Psychoedukation und/oder Psychopharmaka  angezeigt sein. Ziel einer Therapie ist es, die Häufigkeit, die Dauer und den Schweregrad der auftretenden Episoden zu reduzieren. Idealerweise treten keine Episoden mehr auf.
Zur Behandlung einzelner Symptome können unter anderem Beruhigungsmittel und Schlafmittel eingesetzt werden.
Phasenprophylaktika, die dauernd eingenommen werden, vermindern die Wahrscheinlichkeit eines Rezidivs (eines Vorkommens neuer Episoden) bei einer bipolaren Störung.